# 토고의 국기

비율 1:1.618

토고의 국기는 1960년 4월 27일에 독립과 함께 제정되었다. 3개의 초록색 가로 줄무늬와 2개의 노란색 가로 줄무늬로 구성된 5개의 가로 줄무늬 왼쪽 상단에 그려져 있는 빨간색 직사각형 안에 하얀색 별이 그려져 있으며 라이베리아의 국기와도 비슷하다.
초록은 농업, 나라의 희망을, 노랑은 광업, 나라의 발전, 신뢰를, 빨강은 사랑, 충성심을, 하얀 별은 토고 국민의 단결, 순수함을 의미한다. 5개의 가로 줄무늬는 토고를 구성하는 5개 주를 의미한다.

## 색상
| 색상 | 초록               | 노랑                | 빨강                | 하양                  |
| ---- | ------------------ | ------------------- | ------------------- | --------------------- |
| RGB  | 0–106–78 (#006A4E) | 255–206–0 (#FFCE00) | 210–16–52 (#D21034) | 255–255–255 (#FFFFFF) |

## 과거의 기

프랑스령 토고의 국기 1957년 - 1958년
토고의 국기 1958년 - 1960년

## 같이 보기
- 범아프리카색
- 토고의 국장